# Vaccinium cylindraceum
Espèce
Statut de conservation UICN

 LC  : Préoccupation mineure
Vaccinium cylindraceum est une espèce de plantes à fleurs de la famille des Ericaceae. Elle est endémique de l'archipel des Açores.
Ce sont des arbustes à petits fruits comestibles.

## Dénominations
James Edward Smith décrit l'espèce en 1817 à partir d'un spécimen probablement récolté par Francis Masson. L'épithète spécifique fait référence à la forme de la corolle.

## Biologie
Cette plante est principalement pollinisée par des Microlépidoptères. L'autogamie est faible. Les fruits sont disséminés par les oiseaux, notamment le Bouvreuil des Açores, une espèce en danger d'extinction.

## Répartition et habitat
Cette espèce est endémique de l'archipel des Açores, où elle pousse dans les forêts de haute altitude.

## Utilisations
La plante est cultivée pour ses fruits comestibles, crus ou cuits.